# Propiac
Propiac település Franciaországban, Drôme megyében. Lakosainak száma 131 fő (2022. január 1.). Propiac Beauvoisin, Bénivay-Ollon, Buis-les-Baronnies, Mérindol-les-Oliviers, Mollans-sur-Ouvèze, La Penne-sur-l’Ouvèze és Pierrelongue községekkel határos.

## Népesség
A település népességének változása:
| Lakosok száma | 38   | 47   | 60   | 105  | 105  | 117  | 131  | 141  | 138  | 131  |
|               | 1968 | 1982 | 1990 | 2006 | 2013 | 2015 | 2017 | 2019 | 2020 | 2022 |